# Hàgnias
Hàgnias (en grec antic: Ἅγνιας) va ser, segons la mitologia grega, el pare de Tifis, el primer timoner de la nau Argo, on van embarcar els argonautes, segons Apol·lodor i Valeri Flac.
Vivia a Beòcia, en una ciutat anomenada, segons els autors, Tifa o Sifes, Tisbe i també Tèspies.
A les Argonàutiques òrfiques, Tifis rep el nom d'Hagníades.